# O.B.F. Sound System
O.B.F. (Original Bass Foundation) es un Sound System francés con sede en Ginebra, Suiza, y fundado en el año 2000. Los miembros originales del grupo son Rico, Operator G y Stef, a los cuales se han unido diversos artistas, DJs, productores y sonidistas a lo largo de sus veinte años de historia. Su música está influenciada por el reggae jamaicano, el dub británico de los años 1990 y la música urbana, a veces incluso grime o steppa. Sus temas están escritos principalmente en inglés, a veces francés o español, y tienen un componente reivindicativo y activista.

## Biografía
El grupo se originó cuando sus miembros comenzaron a organizar free parties en un edificio okupado llamado «California». Su promotor fue Asher Selector, figura importante de la escena musical ginebresa, que les introdujo a los clásicos del reggae jamaicano: The Congos, Gladiators, Gregory Isaacs o Jah Shaka. El equipo de sonido Sound System, conformado por bafles, fue creciendo a medida que estas fiestas se fueron desarrollando. Más tarde pasaron a tocar en un local soterrado llamado Le Goulet, donde iniciaron las influencias del soundsystem británico. Al principio, en el año 2000, Rico era el selector, y ya a partir de 2002 comenzó a crear sus propios sonidos. En 2006, fueron descubiertos por un organizador del club Le Zoo-Usine, una gran discoteca de Ginebra, y comenzaron a tocar allí también. En 2013 publicaron su primer sencillo Wicked Haffi Run y el EP System Ruff / Stop Them. En 2014, el grupo creó sus dos propios sellos discográficos, Dubquake Records y O.B.F. Records, que publica trabajos de música reggae independiente y dub experimental, y ese mismo año publicaron su primer álbum, Wild. En 2022, Dubquake Records publicó el documental Ina Vanguard Style, en homenaje a Iration Steppas, el Sound System de Leeds que fue su protegido. Rico ha mencionado en varias entrevistas su interés en participar en el movimiento sonidero, fenómeno contracultural mexicano en auge. Además del proyecto O.B.F., Rico, Sr. Wilson, Charlie P y Shanti D se unieron para crear otro proyecto musical, The A1 Crew. 

## Miembros
- Rico: productor y selector
- Stef: manager y organizador
- Operator G: operador del sistema de sonido
- voz: Shanti D, Sr. Wilson, etc.

## Discografía

### Álbumes
- Wild, 2014
- Ghetto Cycle, 2018
- SIGNZ, 2020
- LAVA, 2022

### EPs
- System Ruff / Stop Them, 2013
- United We Stand, 2013
- Wild Series #1, 2015
- Wild Series #2, 2016
- Wild Series #3, 2016
- Sixteen Tons of Pressure, 2016
- O.B.F. feat. Sr. Wilson, 2017
- Babylon is Falling, 2018
- Part of My Life / Dem a Try (feat. Shanti D), 2018
- The Hills / The Groove, 2019
- Fufu Lala, 2021
- Nuh Call the Police, 2023

### Sencillos
- Wicked Haffi Run, 2013
- Mandela, 2015
- Sixteen Tons of Desigualidad, 2019
- Ina This Ya Time (feat. Charlie P, Irah & Killa P), 2020
- Rebel Daawtaz (feat. Aza Lineage), 2020
- Driva (feat. Biga Ranx & Sr. Wilson) [No GPS Mix], 2020
- My Driver, 2020
- Signz Series #1 - Akouphene, 2020
- Hot Beer, 2020
- Signz Series #2, 2020
- Signz Series #3, 2020
- Signz Series #4, 2020
- Signz Series #5, 2020
- Signz Series #6, 2020
- Signz Series #7, 2020
- Heavyweight Sound, 2021
- Cuss Cuss Rmx, 2021
- Dubquake 2016, 2021
- Música Rmx, 2021
- Do Me Right, 2021
- Curfew, 2022
- Trouble, 2022
- Chainwaw (feta. Charlie P & Belén Natalí), 2022
- Sweet Sensimilia, 2022
- Contrôle la Danse, 2022
- Trees, 2022
- Vampire Dance, 2022
- Hold Strong, 2023
- Kilimanjaro (O.B.F. Remix), 2023
- Soul Plan (Remix), 2023
- Hills Dub (Anthem Series), 2023
- Nuh Call the Police (Unplugged in Kingston), 2023
- Beggarman, 2023